# 藤原房前

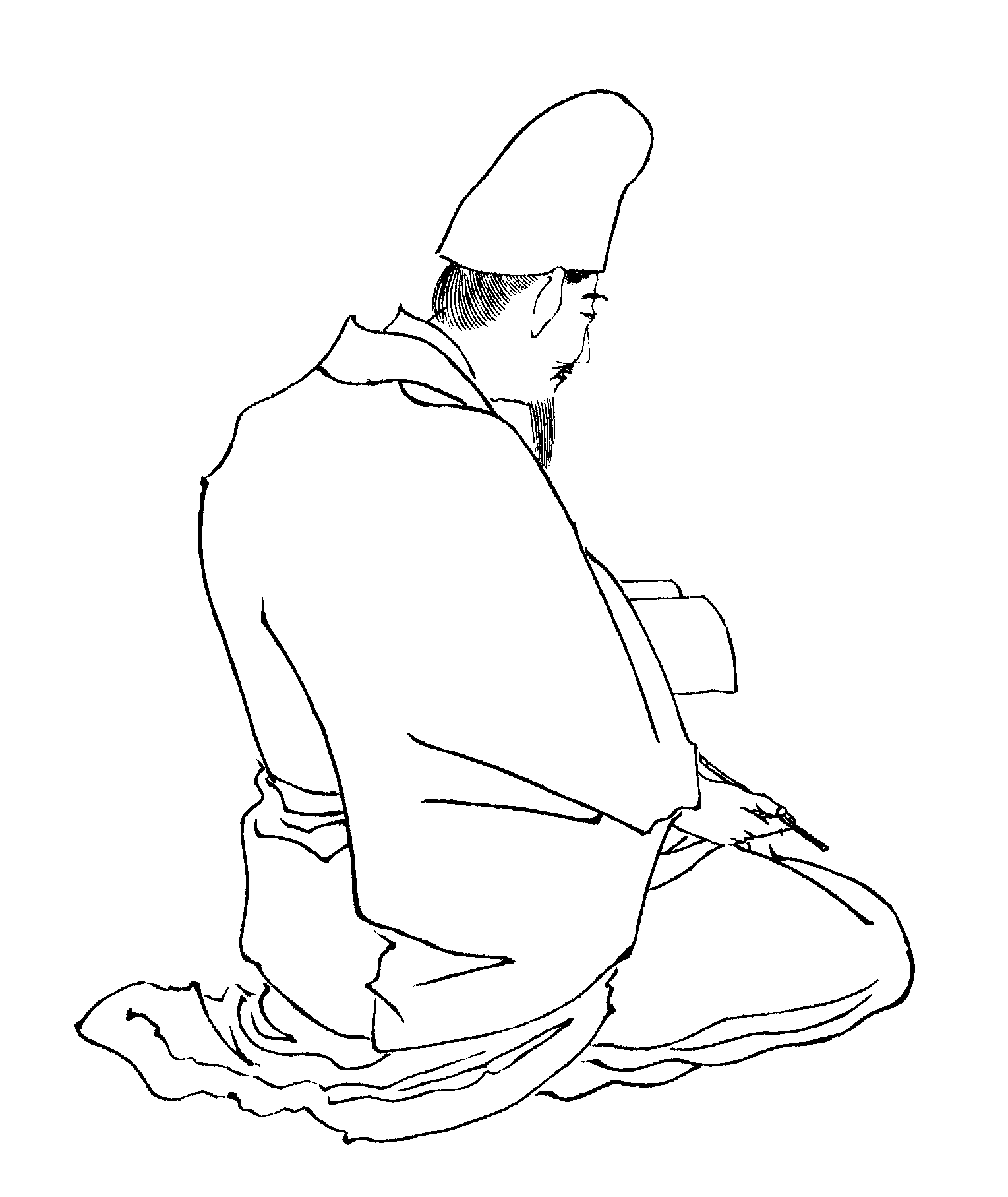
藤原房前

藤原 房前（ふじわら の ふささき）（天武天皇10年（681年） - 天平9年4月17日 （737年5月21日））是飛鳥時代至奈良時代的貴族。右大臣藤原不比等的次男、藤原四兄弟排行第二，藤原北家之祖。長兄武智麻呂的府第在房前的南鄰，因此武智麻呂的一系稱南家，而房前的一系稱北家。

## 生涯
慶雲二年（705年），藤原房前升至從五位下。和銅二年（709年），房前任東海道、東山道檢察關剗，巡視風俗。和銅四年（711年），遷為從五位上。和銅八年（715年），再遷為從四位下。養老元年（717年）開始參議朝政。養老五年（721年），進為從三位。同年十月，病危的元明上皇召集藤原房前與右大臣長屋王，託以後事，使房前可以內臣身份發布相當於敕旨的命令。聖武天皇於神龜元年（724年）即位後，房前與長兄武智麻呂一同升上正三位。神龜五年（728年），房前任新設的中衛府大將。
神龜6年（729年）房前與兄弟策劃長屋王之變，使長屋王倒台後，兄長武智麻呂晉升為大納言，而房前仍為參議。改元天平後，房前任中務卿。天平四年（732年），房前出任東海、東山二道節度使。天平九年（737年）四月，房前死於流行的天花 （天平疫病大流行），享年56歲，當時出任參議民部卿正三位。聖武天皇特賜其葬儀準大臣，其家堅辭不受。十月，房前被追贈為正一位左大臣。
由于藤原四兄弟皆於這次的天花流行病中相繼病死，藤原四子政權也迎來了終結。因為四兄弟的兒子年輕，藤原氏一度沒落，持續到孝謙朝，武智麻呂之子豊成及其後的仲麻呂才復興。天平寶字四年（760年），因藤原仲麻呂的奏請，藤原房前再被淳仁天皇追贈為太政大臣。房前的文學才能不遜於其兄，與當時著名的歌人如大伴旅人等多有酬答。

## 系譜
- 父：藤原不比等
- 母：蘇我娼子（蘇我連子的女兒）

- 正室：牟漏女王 - 美努王的女兒
  - 二男：藤原永手（714年－771年）
  - 三男：藤原真楯（八束）（715年－766年）。
  - 六男：藤原御楯（千尋）（?－764年）
  - 女子：北殿（?－760年） - 聖武天皇夫人

- 妻：春日倉首老的女兒
  - 長男：藤原鳥養

- 妻：片野朝臣的女兒
  - 四男：藤原清河（?－779年）
  - 五男：藤原魚名（721年－783年）

- 妻：阿波采女（粟凡直若子）
  - 七男：藤原楓麻呂（723年－776年）

- 生母未詳
  - 女子：藤原豊成妻室
  - 女子：藤原宇比良古（袁比良）（?－762年），藤原仲麻呂的妻室、尚侍

## 關連項目
- 藤原氏
- 藤原四兄弟